# Saint-Martin-aux-Bois
Saint-Martin-aux-Bois település Franciaországban, Oise megyében. Lakosainak száma 270 fő (2022. január 1.). Saint-Martin-aux-Bois Coivrel, Léglantiers, Maignelay-Montigny, Ménévillers, Montgérain, Montiers és Ravenel községekkel határos.

## Népesség
A település népessége az elmúlt években az alábbi módon változott:
| Lakosok száma | 291  | 289  | 293  | 287  | 285  | 283  | 285  | 277  | 270  |
|               | 2013 | 2015 | 2016 | 2017 | 2018 | 2019 | 2020 | 2021 | 2022 |